# Son of a Sailor
Son of a Sailor is een Amerikaanse filmkomedie uit 1933 onder regie van Lloyd Bacon. Destijds werd de film in Nederland uitgebracht onder de titel Hou je roer recht.

## Verhaal
De matroos Callahan van het vliegdekschip Saratago maakt in San Francisco kennis met Helen, de kleindochter van admiraal Farnsworth. Hij wordt uitgenodigd bij de admiraal thuis en ontmoet er de uitvinder van een automatische piloot voor vliegtuigen. Twee spionnen zijn van plan om dat vliegsysteem te stelen.

## Rolverdeling
| Acteur            | Personage           |
| ----------------- | ------------------- |
| Joe E. Brown      | Callahan            |
| Jean Muir         | Helen Farnsworth    |
| Frank McHugh      | Gaga                |
| Thelma Todd       | Barones             |
| Johnny Mack Brown | Duke                |
| Sheila Terry      | Genevieve           |
| George Blackwood  | Armstrong           |
| Merna Kennedy     | Isabel              |
| Kenneth Thomson   | Williams            |
| Samuel S. Hinds   | Admiraal Farnsworth |
| Noel Francis      | Queenie             |
| Arthur Vinton     | Vincent             |
| George Irving     | Lee                 |